# قلعه اغلی بگ
بقایای قلعه آغلی بگ در شهرستان بانه، بخش مرکزی، دهستان شوی، روستای نژو واقع شده و این اثر در تاریخ ۱۵ دی ۱۳۸۷ با شمارهٔ ثبت ۲۴۱۶۱ به‌عنوان یکی از آثار ملی ایران به ثبت رسیده است.